# Carlos Spegazzini
Carlos Spegazzini (41,100 km²) és una ciutat del Gran Buenos Aires, Argentina, en el partit d'Ezeiza a la província de Buenos Aires. Està situada al centre-sud del partit a la vora de la RN 205, en el km 46. El seu nom va ser donat en honor del científic Carlos Luis Spegazzini.
Nucli poblacional nombrós, desenvolupant una important activitat industrial i comercial, i nodrida xarxa de serveis. La seva població era de 19.005 habitants (INDEC, 2001), i el 2007 són probablement en són més de 27.000.
La localitat està dividida en barris: Del Plata, 3 Américas, Monte Rosa, La Flecha, Güemes, La Esperanza, Parque Las Lomas i Barrio El Porvenir.

## Toponímia
És en homenatge a l'expedicionari patagó, micòleg homònim (n. Aosta 1858-La Plata 1926)

## Història
- 1500, el territori del Partit de Ezeiza estava habitat pel poble querandí, dedicat a la caça i a la pesca
- 1536, arriba Pedro de Mendoza, comença la lluita contra els pobles originaris en tot el territori bonaerense
- 1580, es desallotja el territori
- 1588 comença el repartiment de les terres
- 1758 Juan Guillermo González i Aragón, besavi del general doctor Manuel Belgrano, funda la "Estancia Los Remedios". Aquesta estancia va albergar la 1a capella de la zona, situada a la rodalia del Centre Atòmic Ezeiza.
- 1767, arriba Gerónimo Ezeiza, es casa amb la neta de l'alcalde de Buenos Aires, Pedro de Barragán. i forma una àmplia família. Amb els anys, un dels seus descendents, José María Ezeiza serà propietari d'una quinta a la zona
- 1885 Mort José María i també la seva filla, el gendre dona al Ferrocarril Oest, el predi on s'aixecaria una estació amb la condició que porti el nom de José María Ezeiza. Les terres riques i fèrtils es fraccionen, es formen chacras, quintes, poblacions que creixen i es desenvolupen amb l'arribada del tren. El primer magatzem general va pertànyer al senyor Oyanarte, i al seu torn funcionava l'estafeta de correu. L'activitat tambera va ser una de les principals activitats de l'incipient poble i diàriament dos trens carregats de llet anaven a Buenos Aires per a la seva comercialització.
- La "Estancia Los Remedios" perdura fins a 1945, quan s'expropia per construir l'Aeroport Internacional de Ezeiza.
- 1888: Sacsejada molt vioenta a les 3.20 del 5 de juny pel terratrèmol del Riu de la Plata de 1888
- Va ser una important zona lletera
- 1949 comença la divisió dels seus camps, i es constitueix el primer barri “Barrio General Güemes”, i en segueixen més que van conformar un conglomerat poblacional i un desenvolupament industrial fins a ser un Parc Industrial
- 1950 "Spegazzini" va ser part del Partit d'Esteban Echeverría fins a desembre de 1995.

.